# Tammerfors domkyrka
Tammerfors domkyrka (finska: Tampereen tuomiokirkko) är en kyrkobyggnad i staden Tammerfors i Birkaland. Kyrkan är domkyrka i Tammerfors stift inom den evangelisk-lutherska kyrkan i Finland.
Byggnaden är uppförd åren 1902–1907 i nationalromantisk stil.
Innan kyrkan blev domkyrka år 1923 kallades den för Johanneskyrkan. Arkitekten Lars Sonck hade bland annat Finströms kyrka på Åland som förebild.
Kyrksalens kända freskomålningar är gjorda av Hugo Simberg.

## Bildgalleri

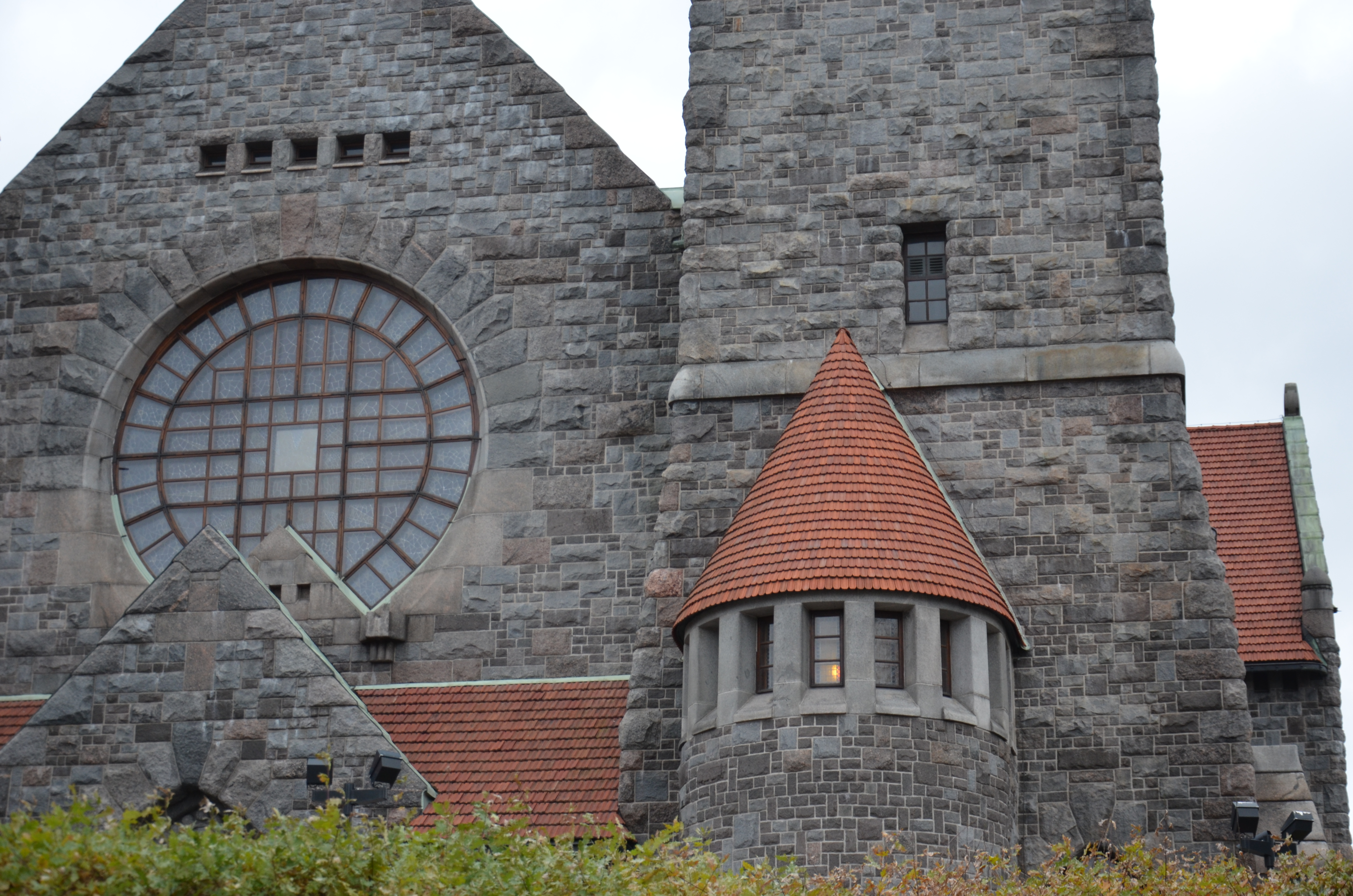
Västra fasaden
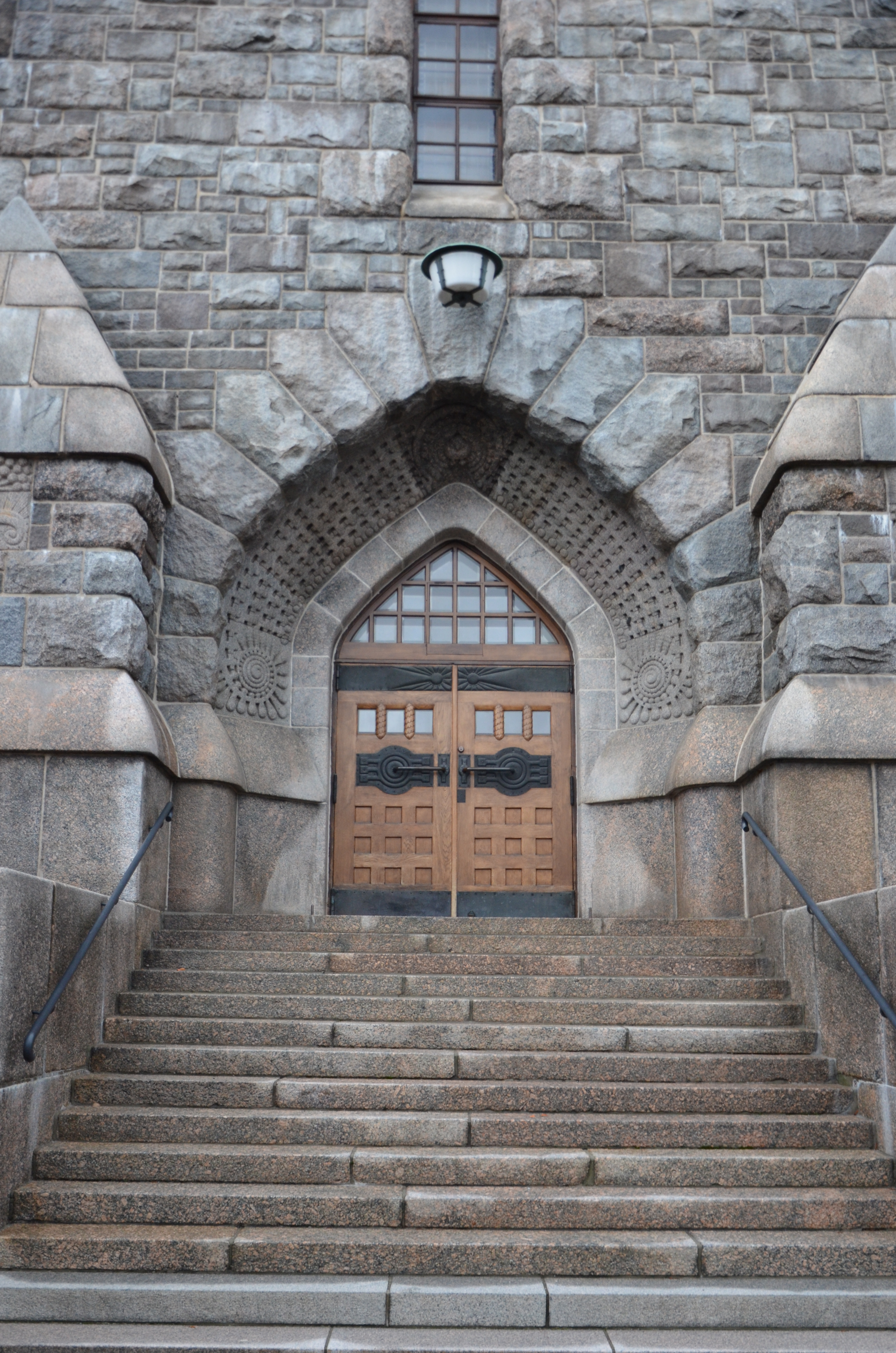
Huvudentrén
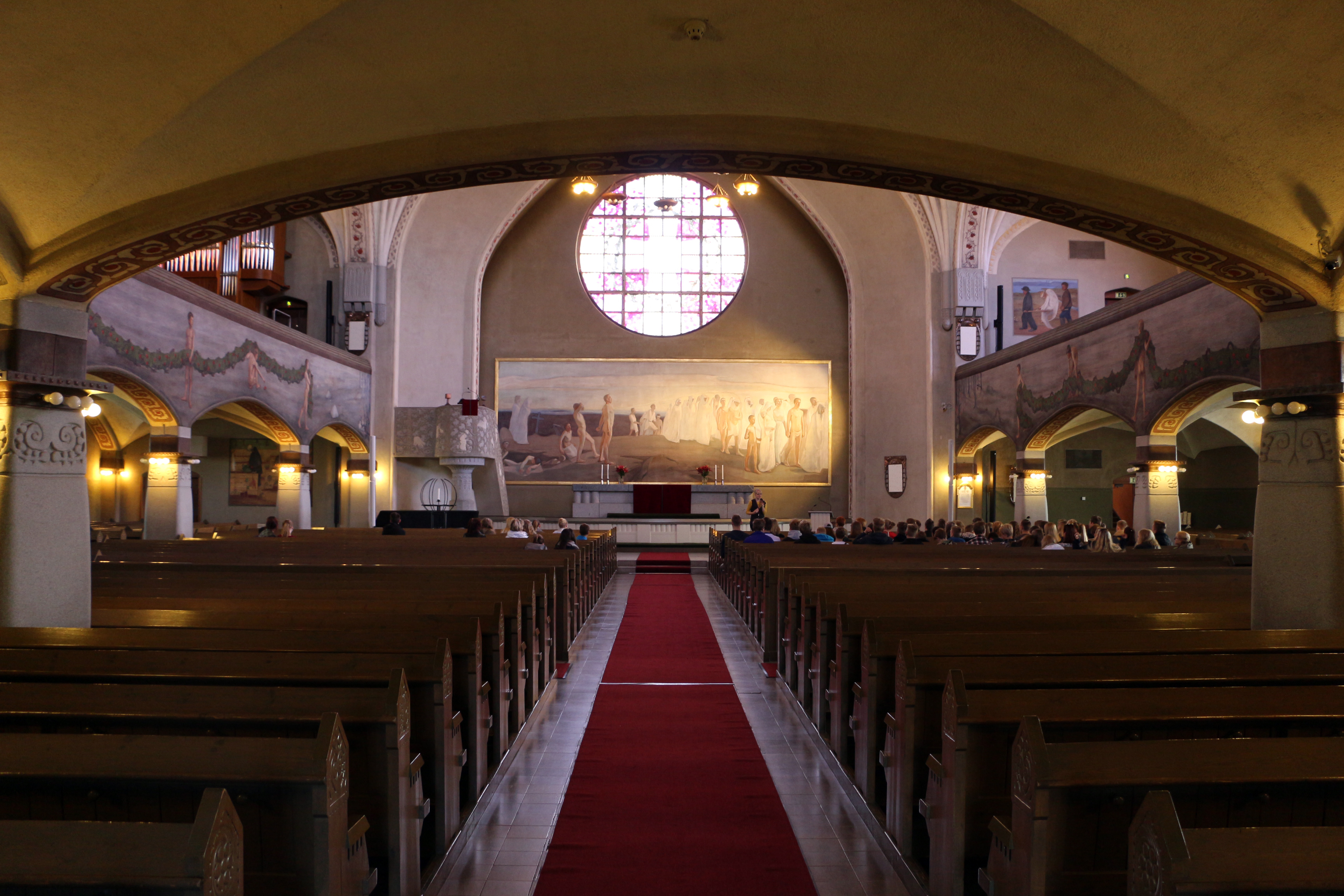
Interiör
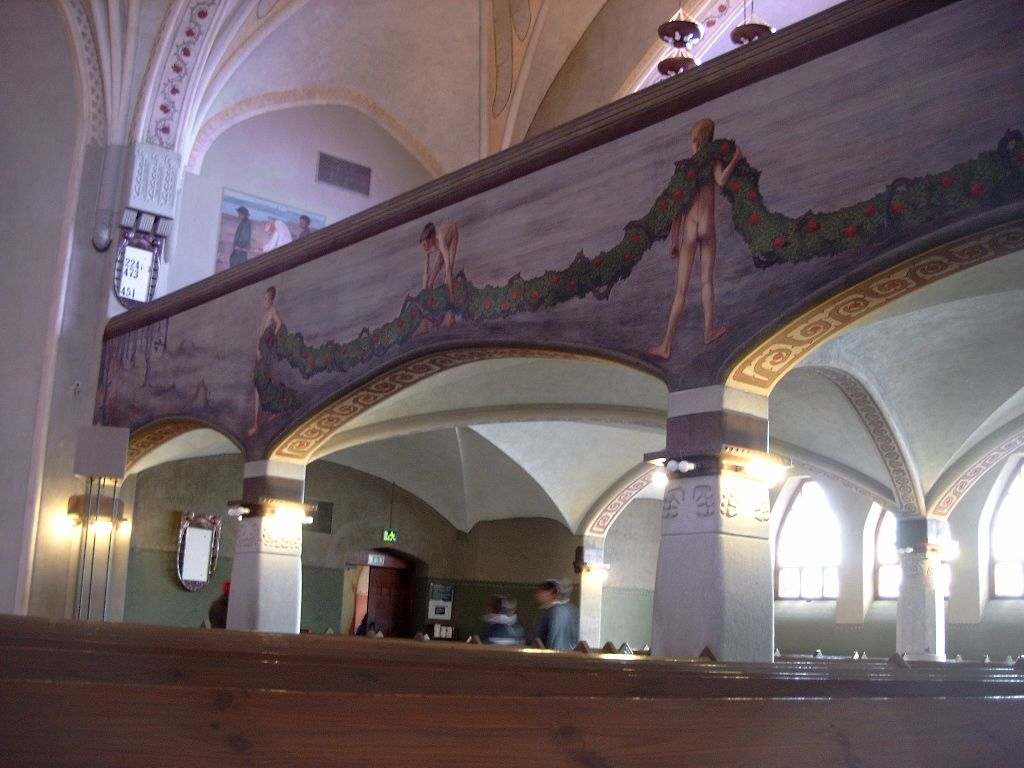
Hugo Simbergs freskomålningar